# Copa Libertadores 2014
Navigation
Édition précédente Édition suivante
La Copa Libertadores 2014 est la 55e édition de la Copa Libertadores. Le club vainqueur de la compétition est désigné champion d'Amérique du Sud 2014. Le vainqueur représente alors la CONMEBOL lors de la Coupe du monde de football des clubs 2014.

## Participants
Un total de 38 équipes provenant d'un maximum de 11 nations participeront au tournoi. Le tableau des clubs qualifiés est donc le suivant :
| Nation                       | Club                                    | Mode de qualification                                                                                   | Entrée en lice |
| Argentine 5 équipes          | Vélez Sársfield                         | Champion d'Argentine en 2012-2013                                                                       | Deuxième tour  |
| Argentine 5 équipes          | Newell's Old Boys                       | Vainqueur du Tournoi Final 2013.                                                                        | Deuxième tour  |
| Argentine 5 équipes          | San Lorenzo                             | Finaliste du Tournoi Inicial 2013.                                                                      | Deuxième tour  |
| Argentine 5 équipes          | Arsenal                                 | Vainqueur de la Coupe d'Argentine 2012-2013.                                                            | Deuxième tour  |
| Argentine 5 équipes          | Lanús                                   | Vainqueur de la Copa Sudamericana 2013.                                                                 | Premier tour   |
| Bolivie 3 équipes            | Club Bolívar                            | Vainqueur du Tournoi Clausura 2012.                                                                     | Deuxième tour  |
| Bolivie 3 équipes            | The Strongest La Paz                    | Vainqueur du Tournoi Apertura 2013.                                                                     | Deuxième tour  |
| Bolivie 3 équipes            | Oriente Petrolero                       | Finaliste du Tournoi Clausura 2012.                                                                     | Premier tour   |
| Brésil 5+1 équipes           |                                         | |                |
| Atlético MineiroTT           | Vainqueur de la Copa Libertadores 2013. | Deuxième tour                                                                                           |                |
| Cruzeiro                     | Champion du Brésil en 2013.             | Deuxième tour                                                                                           |                |
| Flamengo                     | Vainqueur de la Coupe du Brésil 2013.   | Deuxième tour                                                                                           |                |
| Grêmio                       | Vice-champion du Brésil en 2013.        | Deuxième tour                                                                                           |                |
| Atlético Paranaense          | 3e du Brésil en 2013.                   | Premier tour                                                                                            |                |
| Botafogo                     | 4e du Brésil en 2013.                   | Premier tour                                                                                            |                |
| Chili 3 équipes              | Unión Española                          | Champion du Tournoi de transition 2013.                                                                 | Deuxième tour  |
| Chili 3 équipes              | O'Higgins                               | Vainqueur du Tournoi Apertura 2013.                                                                     | Deuxième tour  |
| Chili 3 équipes              | Universidad de Chile                    | Vainqueur du Tournoi Liguilla 2013.                                                                     | Premier tour   |
| Colombie 3 équipes           | Atlético Nacional                       | Vainqueur du Tournoi Apertura 2013 et du Tournoi Finalización 2013.                                     | Deuxième tour  |
| Colombie 3 équipes           | Deportivo Cali                          | 2e au classement cumulé de la saison 2013.                                                              | Deuxième tour  |
| Colombie 3 équipes           | Santa Fe                                | 3e au classement cumulé de la saison 2013.                                                              | Premier tour   |
| Équateur 3 équipes           | Emelec                                  | Champion d'Équateur en 2013.                                                                            | Deuxième tour  |
| Équateur 3 équipes           | Independiente del Valle                 | Vice-champion d'Équateur en 2013.                                                                       | Deuxième tour  |
| Équateur 3 équipes           | Deportivo Quito                         | 3e d'Équateur en 2013.                                                                                  | Premier tour   |
| Mexique (CONCACAF) 3 équipes | Santos Laguna                           | 1er du Tournoi Apertura 2013 n'étant pas qualifié pour la Ligue des champions de la CONCACAF 2013-2014. | Deuxième tour  |
| Mexique (CONCACAF) 3 équipes | León                                    | 2e du Tournoi Apertura 2013 n'étant pas qualifié pour la Ligue des champions de la CONCACAF 2013-2014.  | Deuxième tour  |
| Mexique (CONCACAF) 3 équipes | Morelia                                 | 3e du Tournoi Apertura 2013 n'étant pas qualifié pour la Ligue des champions de la CONCACAF 2013-2014.  | Premier tour   |
| Paraguay 3 équipes           | Cerro Porteño                           | Champion du Paraguay en 2013.                                                                           | Deuxième tour  |
| Paraguay 3 équipes           | Club Nacional                           | Vice-champion du Paraguay en 2013.                                                                      | Deuxième tour  |
| Paraguay 3 équipes           | Club Guaraní                            | 3e du Paraguay en 2013.                                                                                 | Premier tour   |
| Pérou 3 équipes              | Universitario                           | Champion du Pérou en 2013.                                                                              | Deuxième tour  |
| Pérou 3 équipes              | Real Garcilaso                          | Vice-champion du Pérou en 2013.                                                                         | Deuxième tour  |
| Pérou 3 équipes              | Sporting Cristal                        | 3e du Pérou en 2013.                                                                                    | Premier tour   |
| Uruguay 3 équipes            | CA Peñarol                              | Champion d'Uruguay en 2013.                                                                             | Deuxième tour  |
| Uruguay 3 équipes            | Defensor Sporting                       | Vice-champion d'Uruguay en 2013.                                                                        | Deuxième tour  |
| Uruguay 3 équipes            | Club Nacional                           | 3e d'Uruguay en 2013.                                                                                   | Premier tour   |
| Venezuela 3 équipes          | Zamora                                  | Champion du Venezuela en 2012-2013.                                                                     | Deuxième tour  |
| Venezuela 3 équipes          | Deportivo Anzoátegui                    | Vice-champion du Venezuela en 2012-2013.                                                                | Deuxième tour  |
| Venezuela 3 équipes          | Caracas FC                              | 3e du Venezuela en 2012-2013.                                                                           | Premier tour   |

- TT – Tenant du titre

### Carte
| \| Arsenal Lanús San Lorenzo Vélez Sarsfield Newell's Old Boys Bolívar The Strongest Oriente Petrolero Atlético Mineiro Cruzeiro Botafogo Flamengo Atlético Paranaense Grêmio O'Higgins Unión Española Universidad de Chile Atlético Nacional Deportivo Cali Santa Fe Emelec Deportivo Quito Independiente del Valle Cerro Porteño Guaraní Nacional Sporting Cristal Universitario Real Garcilaso Defensor Sporting Nacional Peñarol Zamora Deportivo Anzoátegui Caracas \| Localisation des équipes sud-américaines engagées en Copa Libertadores |
| Arsenal Lanús San Lorenzo Vélez Sarsfield Newell's Old Boys Bolívar The Strongest Oriente Petrolero Atlético Mineiro Cruzeiro Botafogo Flamengo Atlético Paranaense Grêmio O'Higgins Unión Española Universidad de Chile Atlético Nacional Deportivo Cali Santa Fe Emelec Deportivo Quito Independiente del Valle Cerro Porteño Guaraní Nacional Sporting Cristal Universitario Real Garcilaso Defensor Sporting Nacional Peñarol Zamora Deportivo Anzoátegui Caracas                                                                              |

| \| León Morelia Santos Laguna \| Localisation des équipes mexicaines engagées en Copa Libertadores |
| León Morelia Santos Laguna                                                                         |

## Calendrier
Le calendrier est le suivant (les rencontres se jouent les mercredis mais peuvent aussi l'être les mardis ou jeudis).
| Tour                | Match aller                                   | Match retour                                  |
| ------------------- | --------------------------------------------- | --------------------------------------------- |
| Premier tour        | 29 janvier                                    | 5 février                                     |
| Deuxième tour       | 12, 19, 26 février 12, 19, 26 mars 2, 9 avril | 12, 19, 26 février 12, 19, 26 mars 2, 9 avril |
| Huitièmes de finale | 16, 23 avril                                  | 23, 30 avril                                  |
| Quart de finale     | 7 mai                                         | 14 mai                                        |
| Demi-finale         | 23 juillet                                    | 30 juillet                                    |
| Finale              | 6 août                                        | 13 août                                       |

## Tirage
Le tirage de la compétition s'est tenu le 12 décembre 2013 à Luque, au Paraguay,.
Au premier tour, les douze équipes sont divisées en deux chapeaux en fonction des résultats des associations dans les Copa Libertadores précédentes.
| Pot 1                                                        | Pot 2                                                                                   |
| ------------------------------------------------------------ | --------------------------------------------------------------------------------------- |
| Lanús Atlético Paranaense Botafogo Santa Fe Guaraní Nacional | Oriente Petrolero Universidad de Chile Deportivo Quito Morelia Sporting Cristal Caracas |

Au second tour, les 32 équipes sont dispersées en huit groupes de quatre avec une équipe de chacun des quatre pots. Le tirage est effectué en fonction des places allouées aux associations. Les équipes de la même association des pots 1 et 2 ne peuvent se retrouver dans le même groupe. Les vainqueurs du premier tour, qui n'étaient pas connus au moment du tirage, peuvent être mis dans un groupe avec une équipe de la même association.
| Pot 1 | Pot 2                                                                                  | Pot 3 | Pot 4 |
| --- | -------------------------------------------------------------------------------------- | --- | --- |
| Vélez Sarsfield Newell's Old Boys Atlético Mineiro Cruzeiro Bolívar Unión Española Cerro Porteño Peñarol | San Lorenzo Arsenal Flamengo Grêmio The Strongest O'Higgins Nacional Defensor Sporting | Atlético Nacional Deportivo Cali Emelec Independiente del Valle Universitario Real Garcilaso Zamora Deportivo Anzoátegui | Santos Laguna León Paranaense Botafogo Corporación de Fútbol de la Universidad de Chile Club Atlético Lanús Santa Fe Corporación Deportiva Club Nacional de Football |

## Résultats

### Premier tour
Les rencontres aller se jouent entre le 28 et le 30 janvier et les rencontres retour entre le 4 et le 6 février.
| Pays | Club                 | Aller | Cumulé           | Retour | Club         | Pays | Commentaire                                             |
|      | Sporting Cristal     | 2-1   | 3-3 (4-5 t.a.b.) | 1-2    | Paranaense   |      | Paranaense l'emporte aux tirs au but (4-5)              |
|      | Deportivo Quito      | 1-0   | 1-4              | 0-4    | Botafogo     |      |                                                         |
|      | Universidad de Chile | 1-0   | 4-2              | 3-2    | Club Guaraní |      |                                                         |
|      | Caracas FC           | 0-2   | 0-3              | 0-1    | Lanús        |      |                                                         |
|      | Monarcas Morelia     | 2-1   | 2-2              | 0-1    | Santa Fe     |      | Santa Fe se qualifie avec la règle du but à l'extérieur |
|      | Oriente Petrolero    | 1-0   | 1-2              | 0-2    | Nacional     |      |                                                         |

### Deuxième tour - Phase de groupes
|  | Équipes qualifiées pour les huitièmes de finale |

#### Groupe 1
| Rang | Équipe                            | Pts | J | G | N | P | Bp | Bc | Diff |
| ---- | --------------------------------- | --- | - | - | - | - | -- | -- | ---- |
| 1    | Vélez Sársfield                   | 15  | 6 | 5 | 0 | 1 | 9  | 3  | +6   |
| 2    | The Strongest                     | 10  | 6 | 3 | 1 | 2 | 8  | 7  | +1   |
| 3    | Atlético Paranaense Club Atlético | 9   | 6 | 3 | 0 | 3 | 7  | 7  | 0    |
| 4    | Universitario                     | 1   | 6 | 0 | 1 | 5 | 3  | 10 | -7   |

| Résultats (▼dom., ►ext.)                                   |     |     |     |     |
| Vélez Sársfield                                            |     | 2-0 | 1-0 | 2-0 |
| The Strongest                                              | 2-0 |     | 1-0 | 2-1 |
| Universitario                                              | 0-1 | 3-3 |     | 0-1 |
| Atlético Paranaense                                        | 1-3 | 1-0 | 3-0 |     |
| - Victoire à domicile - Match nul - Victoire à l'extérieur |     |     |     |     |

#### Groupe 2
| Rang | Équipe                  | Pts | J | G | N | P | Bp | Bc | Diff |
| ---- | ----------------------- | --- | - | - | - | - | -- | -- | ---- |
| 1    | Unión Espanola          | 9   | 6 | 2 | 3 | 1 | 10 | 9  | +1   |
| 2    | San Lorenzo             | 8   | 6 | 2 | 2 | 2 | 6  | 5  | +1   |
| 3    | Independiente del Valle | 8   | 6 | 2 | 2 | 2 | 10 | 10 | 0    |
| 4    | Botafogo                | 6   | 6 | 2 | 1 | 3 | 5  | 7  | -2   |

| Résultats (▼dom., ►ext.)                                   |     |     |     |     |
| Unión Española                                             |     | 1-0 | 4-5 | 1-1 |
| San Lorenzo                                                | 1-1 |     | 1-0 | 3-0 |
| Independiente del Valle                                    | 2-2 | 1-1 |     | 2-1 |
| Botafogo                                                   | 0-1 | 2-0 | 1-0 |     |
| - Victoire à domicile - Match nul - Victoire à l'extérieur |     |     |     |     |

#### Groupe 3
| Rang | Équipe         | Pts | J | G | N | P | Bp | Bc | Diff |
| ---- | -------------- | --- | - | - | - | - | -- | -- | ---- |
| 1    | Cerro Porteño  | 10  | 6 | 3 | 1 | 2 | 10 | 9  | +1   |
| 2    | Lanús          | 8   | 6 | 2 | 2 | 2 | 6  | 5  | +1   |
| 3    | O'Higgins      | 7   | 6 | 1 | 4 | 1 | 5  | 5  | 0    |
| 4    | Deportivo Cali | 7   | 6 | 2 | 1 | 3 | 6  | 8  | -2   |

| Résultats (▼dom., ►ext.)                                   |     |     |     |     |
| Cerro Porteño                                              |     | 2-1 | 3-2 | 3-1 |
| O'Higgins                                                  | 2-2 |     | 1-0 | 0-0 |
| Deportivo Cali                                             | 1-0 | 1-1 |     | 2-1 |
| Lanús                                                      | 2-0 | 0-0 | 2-0 |     |
| - Victoire à domicile - Match nul - Victoire à l'extérieur |     |     |     |     |

#### Groupe 4
| Rang | Équipe    | Pts | J | G | N | P | Bp | Bc | Diff |
| ---- | --------- | --- | - | - | - | - | -- | -- | ---- |
| 1    | Mineiro   | 12  | 6 | 3 | 3 | 0 | 8  | 5  | +3   |
| 2    | Nacional  | 8   | 6 | 2 | 2 | 2 | 8  | 10 | -2   |
| 3    | Zamora FC | 7   | 6 | 2 | 1 | 3 | 6  | 6  | 0    |
| 4    | Santa Fe  | 5   | 6 | 1 | 2 | 3 | 10 | 11 | -1   |

| Résultats (▼dom., ►ext.)                                   |     |     |     |     |
| Mineiro                                                    |     | 1-1 | 1-0 | 2-1 |
| Nacional                                                   | 2-2 |     | 1-0 | 3-2 |
| Zamora FC                                                  | 0-1 | 2-0 |     | 2-1 |
| Santa Fe                                                   | 1-1 | 3-1 | 2-2 |     |
| - Victoire à domicile - Match nul - Victoire à l'extérieur |     |     |     |     |

#### Groupe 5
| Rang | Équipe               | Pts | J | G | N | P | Bp | Bc | Diff |
| ---- | -------------------- | --- | - | - | - | - | -- | -- | ---- |
| 1    | Sporting Club        | 11  | 6 | 3 | 2 | 1 | 11 | 5  | +6   |
| 2    | Cruzeiro             | 10  | 6 | 3 | 1 | 2 | 13 | 7  | +6   |
| 3    | Universidad de Chile | 10  | 6 | 3 | 1 | 2 | 6  | 9  | -3   |
| 4    | Real Garcilaso       | 3   | 6 | 1 | 0 | 5 | 4  | 13 | -9   |

| Résultats (▼dom., ►ext.)                                   |     |     |     |     |
| Cruzeiro                                                   |     | 2-2 | 3-0 | 5-1 |
| Sporting Club                                              | 2-0 |     | 4-1 | 1-1 |
| Real Garcilaso                                             | 2-1 | 0-2 |     | 1-2 |
| Universidad de Chile                                       | 0-2 | 1-0 | 1-0 |     |
| - Victoire à domicile - Match nul - Victoire à l'extérieur |     |     |     |     |

#### Groupe 6
| Rang | Équipe            | Pts | J | G | N | P | Bp | Bc | Diff |
| ---- | ----------------- | --- | - | - | - | - | -- | -- | ---- |
| 1    | Grêmio            | 14  | 6 | 4 | 2 | 0 | 8  | 1  | +7   |
| 2    | Atlético Nacional | 10  | 6 | 3 | 1 | 2 | 7  | 8  | -1   |
| 3    | Newell's Old Boys | 8   | 6 | 2 | 2 | 2 | 10 | 7  | +3   |
| 4    | Nacional          | 1   | 6 | 0 | 1 | 5 | 4  | 13 | -9   |

| Résultats (▼dom., ►ext.)                                   |     |     |     |     |
| Newell's Old Boys                                          |     | 1-1 | 1-3 | 4-0 |
| Grêmio                                                     | 0-0 |     | 3-0 | 1-0 |
| Atlético Nacional                                          | 1-0 | 0-2 |     | 2-2 |
| Nacional                                                   | 2-4 | 0-1 | 0-1 |     |
| - Victoire à domicile - Match nul - Victoire à l'extérieur |     |     |     |     |

#### Groupe 7
| Rang | Équipe       | Pts | J | G | N | P | Bp | Bc | Diff |
| ---- | ------------ | --- | - | - | - | - | -- | -- | ---- |
| 1    | Club Bolívar | 11  | 6 | 3 | 2 | 1 | 8  | 6  | +2   |
| 2    | León         | 10  | 6 | 3 | 1 | 2 | 10 | 7  | +3   |
| 3    | Flamengo     | 7   | 6 | 2 | 1 | 3 | 10 | 10 | 0    |
| 4    | Emelec       | 6   | 6 | 2 | 0 | 4 | 7  | 12 | -5   |

| Résultats (▼dom., ►ext.)                                   |     |     |     |     |
| Club Bolívar                                               |     | 1-0 | 2-1 | 1-1 |
| Flamengo                                                   | 2-2 |     | 3-1 | 2-3 |
| Emelec                                                     | 2-1 | 1-2 |     | 2-1 |
| León                                                       | 0-1 | 2-1 | 3-0 |     |
| - Victoire à domicile - Match nul - Victoire à l'extérieur |     |     |     |     |

#### Groupe 8
| Rang | Équipe               | Pts | J | G | N | P | Bp | Bc | Diff |
| ---- | -------------------- | --- | - | - | - | - | -- | -- | ---- |
| 1    | Santos Laguna        | 13  | 6 | 4 | 1 | 1 | 11 | 5  | +6   |
| 2    | Arsenal              | 12  | 6 | 4 | 0 | 2 | 11 | 4  | +7   |
| 3    | Peñarol              | 5   | 6 | 1 | 2 | 3 | 5  | 10 | -5   |
| 4    | Deportivo Anzoátegui | 3   | 6 | 0 | 3 | 3 | 4  | 12 | -8   |

| Résultats (▼dom., ►ext.)                                   |     |     |     |     |
| Peñarol                                                    |     | 2-1 | 1-1 | 0-2 |
| Arsenal                                                    | 1-0 |     | 3-0 | 3-0 |
| Deportivo Anzoátegui                                       | 1-1 | 1-3 |     | 1-1 |
| Santos Laguna                                              | 4-1 | 1-0 | 3-0 |     |
| - Victoire à domicile - Match nul - Victoire à l'extérieur |     |     |     |     |

### Phase finale

#### Classement des équipes qualifiées
| 1                                                       | Vélez Sarsfield   | 15 | +4 |
| 2                                                       | Grêmio            | 14 | +7 |
| 3                                                       | Santos Laguna     | 13 | +6 |
| 4                                                       | Atlético Mineiro  | 12 | +3 |
| 5                                                       | Defensor Sporting | 11 | +6 |
| 6                                                       | Bolívar           | 11 | +2 |
| 7                                                       | Cerro Porteño     | 10 | +1 |
| 8                                                       | Unión Española    | 9  | +1 |
| 9                                                       | Arsenal           | 12 | +7 |
| 10                                                      | Cruzeiro          | 10 | +6 |
| 11                                                      | León              | 10 | +3 |
| 12                                                      | The Strongest     | 10 | +1 |
| 13                                                      | Atlético Nacional | 10 | -1 |
| 14                                                      | Lanús             | 8  | +1 |
| 15                                                      | San Lorenzo       | 8  | +1 |
| 16                                                      | Nacional          | 8  | -2 |
| Légende: - Vainqueurs de groupe. - Deuxièmes de groupe. |                   |    |    |

#### Tableau final
Les matchs de la phase finale sont à élimination directe. En cas de match nul à la fin du temps réglementaire, une prolongation de deux fois quinze minutes est jouée (une victoire après prolongation est indiquée par (a.p.) dans le tableau). Les règles dites du but en or ou du but en argent ne s'appliquent pas. Si les deux équipes sont toujours à égalité, une séance de tirs au but (t.a.b.) détermine le vainqueur.
|  | Huitièmes de finale | Huitièmes de finale | Huitièmes de finale |                   |   | Quarts de finale | Quarts de finale | Quarts de finale |  |  | Demi-finales | Demi-finales | Demi-finales |  |  | Finale | Finale | Finale |
|  |                     |                     |                     |                   |   |                  |                  |                  |  |  |              |              |              |  |  |        |        |        |
|  |                     |                     |                     |                   |   |                  |                  |                  |  |  |              |              |              |  |  |        |        |        |
|  |                     |                     |                     |                   |   |                  |                  |                  |  |  |              |              |              |  |  |        |        |        |
|  | San Lorenzo         | 1                   | 0                   |                   |   |                  |                  |                  |  |  |              |              |              |  |  |        |        |        |
|  | San Lorenzo         | 1                   | 0                   |                   |   |                  |                  |                  |  |  |              |              |              |  |  |        |        |        |
|  | Grêmio              | 0                   | 1                   |                   |   |                  |                  |                  |  |  |              |              |              |  |  |        |        |        |
|  | Grêmio              | 0                   | 1                   | San Lorenzo       | 1 | 1                |                  |                  |  |  |              |              |              |  |  |        |        |        |
|  |                     |                     |                     | San Lorenzo       | 1 | 1                |                  |                  |  |  |              |              |              |  |  |        |        |        |
|  |                     | Cruzeiro            | 0                   | 1                 |   |                  |                  |                  |  |  |              |              |              |  |  |        |        |        |
|  | Cruzeiro            | Cruzeiro            | 0                   | 1                 | 1 | 2                |                  |                  |  |  |              |              |              |  |  |        |        |        |
|  | Cruzeiro            |                     |                     |                   | 1 | 2                |                  |                  |  |  |              |              |              |  |  |        |        |        |
|  | Cerro Porteño       | 1                   | 0                   |                   |   |                  |                  |                  |  |  |              |              |              |  |  |        |        |        |
|  | Cerro Porteño       | 1                   | 0                   | San Lorenzo       | 5 | 0                |                  |                  |  |  |              |              |              |  |  |        |        |        |
|  |                     |                     |                     | San Lorenzo       | 5 | 0                |                  |                  |  |  |              |              |              |  |  |        |        |        |
|  |                     | Bolívar             | 0                   | 1                 |   |                  |                  |                  |  |  |              |              |              |  |  |        |        |        |
|  | Lanús               | Bolívar             | 0                   | 1                 | 2 | 2                |                  |                  |  |  |              |              |              |  |  |        |        |        |
|  | Lanús               |                     |                     |                   | 2 | 2                |                  |                  |  |  |              |              |              |  |  |        |        |        |
|  | Laguna              | 1                   | 0                   |                   |   |                  |                  |                  |  |  |              |              |              |  |  |        |        |        |
|  | Laguna              | 1                   | 0                   | Lanús             | 1 | 0                |                  |                  |  |  |              |              |              |  |  |        |        |        |
|  |                     |                     |                     | Lanús             | 1 | 0                |                  |                  |  |  |              |              |              |  |  |        |        |        |
|  |                     | Bolívar             | 1                   | 1                 |   |                  |                  |                  |  |  |              |              |              |  |  |        |        |        |
|  | León                | Bolívar             | 1                   | 1                 | 2 | 1                |                  |                  |  |  |              |              |              |  |  |        |        |        |
|  | León                |                     |                     |                   | 2 | 1                |                  |                  |  |  |              |              |              |  |  |        |        |        |
|  | Bolívar             | 2                   | 1                   |                   |   |                  |                  |                  |  |  |              |              |              |  |  |        |        |        |
|  | Bolívar             | 2                   | 1                   | San Lorenzo       | 1 | 1                |                  |                  |  |  |              |              |              |  |  |        |        |        |
|  |                     |                     |                     | San Lorenzo       | 1 | 1                |                  |                  |  |  |              |              |              |  |  |        |        |        |
|  |                     | Nacional            | 1                   | 0                 |   |                  |                  |                  |  |  |              |              |              |  |  |        |        |        |
|  | Nacional            | Nacional            | 1                   | 0                 | 1 | 2                |                  |                  |  |  |              |              |              |  |  |        |        |        |
|  | Nacional            |                     |                     |                   | 1 | 2                |                  |                  |  |  |              |              |              |  |  |        |        |        |
|  | Vélez Sarsfield     | 0                   | 2                   |                   |   |                  |                  |                  |  |  |              |              |              |  |  |        |        |        |
|  | Vélez Sarsfield     | 0                   | 2                   | Nacional          | 1 | 0                |                  |                  |  |  |              |              |              |  |  |        |        |        |
|  |                     |                     |                     | Nacional          | 1 | 0                |                  |                  |  |  |              |              |              |  |  |        |        |        |
|  |                     | Arsenal             | 0                   | 0                 |   |                  |                  |                  |  |  |              |              |              |  |  |        |        |        |
|  | Arsenal             | Arsenal             | 0                   | 0                 | 0 | 1                |                  |                  |  |  |              |              |              |  |  |        |        |        |
|  | Arsenal             |                     |                     |                   | 0 | 1                |                  |                  |  |  |              |              |              |  |  |        |        |        |
|  | Unión Española      | 0                   | 0                   |                   |   |                  |                  |                  |  |  |              |              |              |  |  |        |        |        |
|  | Unión Española      | 0                   | 0                   | Nacional          | 2 | 0                |                  |                  |  |  |              |              |              |  |  |        |        |        |
|  |                     |                     |                     | Nacional          | 2 | 0                |                  |                  |  |  |              |              |              |  |  |        |        |        |
|  |                     | Defensor Sporting   | 0                   | 1                 |   |                  |                  |                  |  |  |              |              |              |  |  |        |        |        |
|  | Atlético Nacional   | Defensor Sporting   | 0                   | 1                 | 1 | 1                |                  |                  |  |  |              |              |              |  |  |        |        |        |
|  | Atlético Nacional   |                     |                     |                   | 1 | 1                |                  |                  |  |  |              |              |              |  |  |        |        |        |
|  | Atlético Mineiro    | 0                   | 1                   |                   |   |                  |                  |                  |  |  |              |              |              |  |  |        |        |        |
|  | Atlético Mineiro    | 0                   | 1                   | Atlético Nacional | 0 | 0                |                  |                  |  |  |              |              |              |  |  |        |        |        |
|  |                     |                     |                     | Atlético Nacional | 0 | 0                |                  |                  |  |  |              |              |              |  |  |        |        |        |
|  |                     | Defensor Sporting   | 2                   | 1                 |   |                  |                  |                  |  |  |              |              |              |  |  |        |        |        |
|  | The Strongest       | Defensor Sporting   | 2                   | 1                 | 2 | 0                |                  |                  |  |  |              |              |              |  |  |        |        |        |
|  | The Strongest       |                     |                     |                   | 2 | 0                |                  |                  |  |  |              |              |              |  |  |        |        |        |
|  | Defensor Sporting   | 0                   | 2                   |                   |   |                  |                  |                  |  |  |              |              |              |  |  |        |        |        |
|  | Defensor Sporting   | 0                   | 2                   |                   |   |                  |                  |                  |  |  |              |              |              |  |  |        |        |        |

• Note 1 : L'équipe indiquée en première position de chaque match joue le match retour à domicile.
• Note 2 : Dans le cas où deux équipes d'un même pays atteignent les demi-finales, elles devront s'affronter dans la même demi-finale.

#### Huitièmes de finale
| Pays | Club              | Aller | Cumulé | Retour | Club              | Pays | Commentaire |
|      | Nacional          | 1-0   | 3-2    | 2-2    | Vélez Sarsfield   |      |             |
|      | San Lorenzo       | 1-0   | 1-1    | 0-1    | Grêmio            |      | 4-2 tab     |
|      | Lanús             | 2-1   | 4-1    | 2-0    | Laguna            |      |             |
|      | Atlético Nacional | 1-0   | 2-1    | 1-1    | Atlético Mineiro  |      |             |
|      | The Strongest     | 2-0   | 2-2    | 0-2    | Defensor Sporting |      | 2-4 tab     |
|      | León              | 2-2   | 3-3E   | 1-1    | Bolívar           |      |             |
|      | Cruzeiro          | 1-1   | 3-1    | 2-0    | Cerro Porteño     |      |             |
|      | Arsenal           | 0-0   | 1-0    | 1-0    | Unión Española    |      |             |

#### Quarts de finale
| Pays | Club              | Aller | Cumulé | Retour | Club              | Pays | Commentaire |
|      | Nacional          | 1-0   | 1-0    | 0-0    | Arsenal           |      |             |
|      | San Lorenzo       | 1-0   | 2-1    | 1-1    | Cruzeiro          |      |             |
|      | Lanús             | 1-1   | 1-2    | 0-1    | Bolívar           |      |             |
|      | Atlético Nacional | 0-2   | 0-3    | 0-1    | Defensor Sporting |      |             |

- L'ordre de réception des rencontres est indicatif. L'équipe la mieux classée à l'issue de la phase de groupes reçoit la rencontre de la manche retour.

#### Demi-finales
| Pays | Club        | Aller | Cumulé | Retour | Club              | Pays | Commentaire |
|      | Nacional    | 2-0   | 2-1    | 0-1    | Defensor Sporting |      |             |
|      | San Lorenzo | 5-0   | 5-1    | 0-1    | Bolívar           |      |             |

- L'ordre de réception des rencontres est indicatif. L'équipe la mieux classée à l'issue de la phase de groupes reçoit la rencontre de la manche retour.

#### Finale
La finale se joue en deux rencontres où l'équipe la mieux classée à l'issue de la phase de groupes reçoit lors de la manche retour. Malgré tout, la CONMEBOL a décidé que la manche retour doit se jouer en Amérique du Sud. Ainsi, si une équipe mexicaine est qualifiée pour la finale, elle recevra en première, peu importe son classement. Si, à l'issue de la double confrontation, les deux équipes ne peuvent se départager, alors la règle du but à l'extérieur ne s'applique pas et une période de prolongations de 30 minutes est jouée puis une séance de tirs au but si l'égalité persiste.
| Pays | Club     | Aller | Cumulé | Retour | Club        | Pays | Commentaire |
|      | Nacional | 1-1   | 1-2    | 0-1    | San Lorenzo |      |             |

- L'ordre de réception des rencontres est indicatif. L'équipe la mieux classée à l'issue de la phase de groupes reçoit la rencontre de la manche retour.

| 6 août 2014 | Nacional               | 1 - 1   | San Lorenzo     | Estadio Defensores del Chaco, Asunción         |                                                |
|             | Julio Santa Cruz 90+3e | (0 - 0) | Mauro Matos 64e | Spectateurs : 36 000 Arbitrage : Wilmar Roldán | Spectateurs : 36 000 Arbitrage : Wilmar Roldán |

| 13 août 2014 | San Lorenzo         | 1 - 0   | Nacional | Estadio "Nuevo Gasómetro", Buenos Aires       |                                               |
|              | Néstor Ortigoza 36e | (1 - 0) |          | Spectateurs : 43 900 Arbitrage : Sandro Ricci | Spectateurs : 43 900 Arbitrage : Sandro Ricci |

## Meilleurs buteurs[5]
| Rang | Joueur           | Équipe            | Buts |
| ---- | ---------------- | ----------------- | ---- |
| 1    | Julio dos Santos | Cerro Porteño     | 5    |
| 1    | Nicolás Olivera  | Defensor Sporting | 5    |
| 2    | 13 joueurs       | 13 joueurs        | 4    |